# Unison (Theater)
Das Theater Unison  ist ein Moskauer Theaterensemble des humoristischen und philosophischen Genres der Pantomime. Es wurde 1988 von Irek Raschidowitsch Ibatullin gegründet, der als Leiter dieses Ensembles agiert. 

## Geschichte
Der Gründer  Irek Ibatullin, der in der zweiten Hälfte der 1970er Jahre am Kasaner Luftfahrt-Institut studierte, fing an sich für das stumme Theater und die Kunst der Pantomime zu interessieren. Zur Vertiefung seines Interesses und die Entwicklung seiner Ideen besucht er 1977 ein Kasaner Pantomimestudio. Ein Jahr später kam seine zukünftige Ehefrau und Bühnenpartnerin Elena Fridrichowna Marijahina ins selbe Studio. 1980 heirateten sie.
Die 1980er Jahre entwickelten sich in der Sowjetunion zur Blüte diese Genres. In Moskau fanden Auftritte ausländischer Künstler statt. Die Ibatullins besuchten Vorstellungen von Marcel Marceau, dem kanadischen Theater «Sans mots», dem holländischen Duett „Mini&Maxi“, der schweizerischen Truppe „Mummenschatz“.
Danach entschieden sie sich zur Gründung eines eigenen Theaters und gaben 1983 ihre Berufe, er als Ingenieur und sie als Konzertmeisterpianistin, auf, um sich nur der Bühne zu widmen.

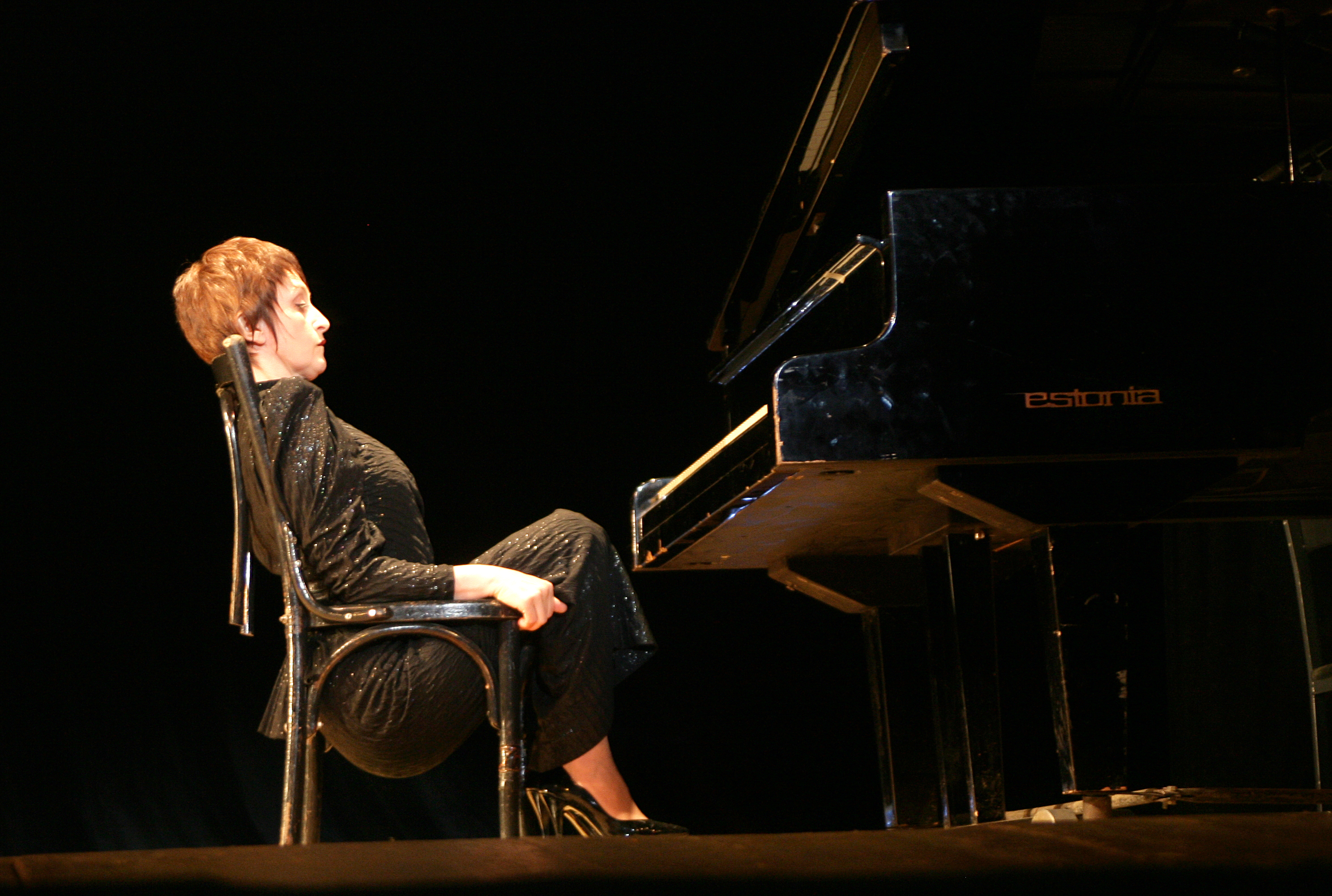
Stück «Surok»

Das von ihnen gegründete Studio „Fantasia“ nahm an mehreren Festivals dieses Genres in Kasan und anderen russischen Städten teil. Parallel zu ihrer Tätigkeit nahm Ibatullin in Moskau an Kursen für Regisseure der Pantomime teil. Nach der Ausarbeitung eines Spielplanes erfolgte die Gründung einer eigenen professionellen Theatertruppe, die den Namen „Unison“, als Anspielung auf das musikalische unisono, erhielt.
Zusätzlich zu den Leitern und Gründern bestand die erste Zusammensetzung des Ensembles aus den Schülern des Studios Alexei Tschichow, Jenche Gafiatullina, Sergei Indjukow und Sergei Gumerow. Als erste professionelle Arbeit von „Unison“ gilt das Theaterstück „Chochorony“ (Zusammensetzung der russischen Wörter Lachen – «хохотать» und Begräbnis – «похороны») (1988), welches Elemente des Absurden mit Motiven aus russischen traditionellen Begräbnisspielen in sich vereint.
Nach der Ausarbeitung des Spielprogramms „DUR-Show“ 1991 trat „Unison“ bei russischen Festivals der Komik und Pantomime auf. Nachfolgend fanden Auftritte in der Show „Smechatschi“ von Jan Arlosorow und Anstellungen im Laufe von zwei Saisonen im Moskauer Theater der Komödie statt.

## Stil und Genre
Unison  ist ein Theater, welches  ohne Worte auskommt. Es ist eine Symbiose der Komik aus der Situation, musikalischen Exzentrik und lyrischer Komödie bzw. Slapstickcomedy. Alle Sketche und Stücke von Unison weisen Lakonismus, die Originalität der Situationsveränderung, Unbekümmertheit und Erfindungsreichtum, ausdrucksvolle Persönlichkeiten und einen eigenen Stil auf. 